# Lijst van Italiaanse gerechten
Op deze pagina een overzicht van Italiaanse gerechten, inclusief de bereidingswijzen daarvan. Zie ook Italiaanse keuken.
Kijk bij kookkunst voor gerechten van andere landen.

## A
- Amaretto
- Amarettikoekjes (Biscotto amaretto, meervoud amaretti)
- Antipasto
- Arancino, rijstbal
- Acqua pazza

## B
- Bistecca alla fiorentina
- Bombardino
- Bottarga
- Brodetto
- Brodo
- Bruschetta

## C
- Cacciucco
- Cacio e pepe
- Cannelloni
- Cantucci
- Cappuccino
- Capuliato
- Carbonara
- Carpaccio
- Cannoli
- Crostini

## E
- Espresso

## F
- Fettuccine
- Focaccia
- Frittata
- Fusilli

## G
- Gnocchi
- Gorgonzola
- Gelato
- Granita, schaafijs
- Gremolata

## I
- Insalata Caprese

## K
- Kalfsvlees Milanese
- Kip Marengo

## L
- Lasagne
- Limoncello
- Linguine

## M
- Maccheroni
- Mascarpone
- Minestrone
- Moleche
- Mozzarella

## N
- Noedels

## O
- Ossobuco
- Orecchiette
- Orzotto

## P
- Pancetta
- Pandoro
- Pane carasau
- Panettone
- Panforte
- Panna cotta
- Panzanella
- Papardelle
- Pasta (deegwaar)
- Pastiera
- Penne
- Pesto
- Pizza
- Pizza margherita
- Pizzoccheri
- Polenta
- Porchetta
- Prosciutto di Parma

## R
- Ravioli
- Ribollita
- Ricotta
- Risotto
- Ristretto

## S
- Scaloppine
- Sciacciate
- Saltimbocca
- Spaghetti
- Spaghetti aglio e olio
- Spaghetti alla Bolognese
- Spaghetti Vongole
- Spuntini
- Supplì, bijgerechten in de Romeinse keuken

## T
- Tagliatelle
- Tartufo (roomijs)
- Tiramisù
- Torta Caprese
- Tortellini
- Tramezzini, boterhammen met beleg

## V
- Vermicelli
- Vitello tonnato

## Y
- Yoghurtijs

## Z
- Zabaglione